# بيروسوس
برحوشا أو بيرُسوس(Βεροσσος باليونانية): كاهن وفلكي ومؤرخ كلدي من بابل ومن عبدة الإله مردوخ، عاش في القرن الثالث قبل الميلاد.
ولد بيرسوس خلال أو ربّما إثر فترة حكم الإسكندر المقدوني لبابل وذلك بين سنتي 330 إلى 323 ق.م.، أو وعلى أقصى تقدير سنة 340 ق.م. هناك اعتقاد بأنّ اسمه فاللغة الأكدية كان «بعل رعي شو» ومعناها (بعل هو راعيّا).
برعوثا كاهن بابلي ورد اسمه في المصادر اللاتينية بلفظ Berossos، وجاء الاسم في معجم الحضارات السامية Berosa، وأصل الاسم في البابلية هو بِل أُصُر usur-Bél ويعني «يابعل (مردوخ) احمِ!».
لايُعرف تاريخ ولادته ووفاته على نحوٍ دقيق. ولكن يبدو أنه كان شاباً إبان سنوات حكم الاسكندر في بابل (331- 324/323 ق.م)، وعاصر أنطيوخوس الأول Antiochos I، أي عاش في النصف الثاني من القرن الرابع والنصف الأول من الثالث ق.م.

## مؤلفاته
تعود شهرته إلى مصنفه عن تاريخ بلاد بابل المعروف باسم :«البابليّات» Babyloniaca وكذلك باسم «الكَلْديّات» Kaldaica. صنّفه باللغة اليونانية في مطلع عهد أنطيوخوس الأول؛ بين 179- 272 ق.م، وأهداه إليه. وقد تأثر به أنطيوخوس الأول، فحسن معاملته مع كهنة بابل، واهتم بترميم المعابد في البلاد.
وثمة مقتطفات منه نقلها الكتّاب والمؤرّخون الكلاسيكيون مثل بوليستور Polyhistor وأوسيبيوس Eusebios ويوسيفوس Josephus وغيرهم. يقع مصنف تاريخ بابل في ثلاثة كتب:
الأول: يبحث في بدايات الحياة البشرية والخليقة، ويتضمن وصفاً للبيئة الجغرافية والنباتات في بلاد بابل.
الثاني: يعرض أسماء الملوك العشرة الأوائل قبل الطوفان متسلسلةً، ثم يروي خبر الطوفان. يورد بعدها أسماء ستة وثمانين من الملوك الذين حكموا بعد الطوفان فالسلالات التاريخية التالية حتى عهد نَبوخذ نَصَّر.
الثالث: عرض فيه للملوك الذين حكموا بعد نبوخذ نصر حتى غزو الاسكندر المقدوني للبلاد، وفيه يذكر سنوات حكم كل منهم وأهم الأحداث التاريخية فيها. كما ترد فيه معلومات فلكية عن القمر خاصة.
لا تخلو معلومات المصنَّف من بعض الاضطراب والأخطاء، ولكنها منظومة ببراعة، وتتصف بتوافق كثيرٍ منها مع ما جاء في المصادر المسمارية والكلاسيكية؛ ولاسيما قوائم أسماء الملوك. كما تعكس سعة علمه في مجال علم الفلك، وقد استفاد اليونانيون منه في ذلك العلم.
وقد لخص ذلك المصنف الملك يوبا الموريتاني Juba (نسبة إلى الاسم القديم لشمالي إفريقية) في جزأين، ونقل عنهما المؤرخان ايليان Aelian وتاتيان Tatian من مؤرخي القرن الثاني الميلادي. وتواترت عملية النقل والاقتباس منه في العصور اللاحقة. وبقي كتاب «البابليّات» من أبرز المصادر المباشرة عن تاريخ بلاد بابل في مطلع العصر السلوقي.

## نهاية حياته
انتقل برعوثا في أواخر حياته ـ لأسباب مجهولة ـ من بابل إلى جزيرة كوس اليونانية (شمال شرقي جزيرة كريت)، ويرجح أنه مات فيها.